# Östra Falmark
Östra Falmark är en småort i Bureå socken i Skellefteå kommun, Västerbottens län. 